# Partie imaginaire

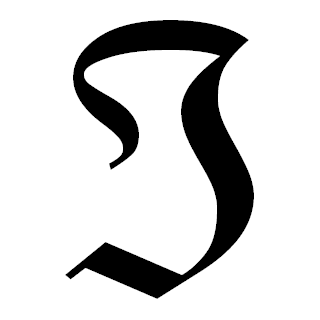
Symbole I en écriture Fraktur.

Une illustration du plan complexe. La partie imaginaire d'un nombre complexe est.

En mathématiques, la partie imaginaire d’un nombre complexe {\displaystyle z} qui s'écrit sous la forme {\displaystyle z=x+iy} (où {\displaystyle x} et {\displaystyle y} sont des réels) est {\displaystyle y}. Autrement dit, si le nombre complexe {\displaystyle z} a pour image le point de coordonnées {\displaystyle (x,y)} dans le plan, alors sa partie imaginaire est {\displaystyle y}. Il s'agit d'un nombre réel.
La partie imaginaire est notée Im{z} ou {\displaystyle \Im }{z}, où {\displaystyle \Im } est un I capital en caractères Fraktur.
En utilisant la notion de conjugué {\displaystyle {\bar {z}}} d'un nombre complexe {\displaystyle z}, la partie imaginaire de {\displaystyle z} est égale à {\displaystyle z-{\bar {z}} \over 2i}.
Pour un nombre complexe sous forme polaire, {\displaystyle z=(r,\theta )}, les coordonnées cartésiennes (algébriques) sont {\displaystyle z=(r\cos \theta ,r\sin \theta )}, ou de façon équivalente, {\displaystyle z=r(\cos \theta +i\sin \theta )}. Il découle de la formule d'Euler que {\displaystyle z=re^{i\theta }}, et donc que la partie imaginaire de {\displaystyle re^{i\theta }} est {\displaystyle r\sin \theta }.